# Станіслав Іванов (футболіст, 1999)
Станіслав Іванов (болг. Станислав Иванов, нар. 16 квітня 1999, Габрово, Болгарія) — болгарський футболіст, нападник клубу «Лудогорець» і національної збірної Болгарії.

## Клубна кар'єра
Станіслав Іванов народився у місті Габрово. У 6 років почав займатися футболом у місцевому клубі «Янтра». У 2012 році перейшов до молодіжної команди столичного клубу «Левські». У першій команді футболіст дебютував 2 березня 2016 року.
У грудні 2020 року підписав контракт з клубом МЛС «Чикаго Файр». Контракт вступав в дію з 1 січня 2021 року. 23 березня 2021 року Іванов був переміщений до списку травмованих, після чого переніс артроскопічну операцію на лівому коліні. У липні футболіст повернувся до активного футболу. І 21 липня дебютував у турнірі МЛС.

## Збірна
У 2017 році у складі юнацької збірної Болгарії (U-19) Станіслав Іванов взяв участь у юнацькому Євро, що проходив в Грузії. Іванов зіграв в усіх матчах групового етапу.

## Статистика виступів

### Статистика виступів за збірну
Станом на 8 вересня 2024 року
| Дата       | Місто       | Господарі | Результат | Гості             | Турнір                               | Голи | Примітки |
| ---------- | ----------- | --------- | --------- | ----------------- | ------------------------------------ | ---- | -------- |
| 17-10-2023 | Тирана      | Албанія   | 2 – 0     | Болгарія          | товариський матч                     | -    | 78'      |
| 16-11-2023 | Софія       | Болгарія  | 2 – 2     | Угорщина          | Відбір до ЧЄ 2024                    | -    | 84'      |
| 22-3-2024  | Мардакан    | Болгарія  | 1 – 0     | Танзанія          | товариський матч                     | -    | 87'      |
| 5-9-2024   | Залаегерсег | Білорусь  | 0 – 0     | Болгарія          | Ліга націй УЄФА 2024-2025 - 1-й етап | -    | 83'      |
| 8-9-2024   | Враца       | Болгарія  | 1 – 0     | Північна Ірландія | Ліга націй УЄФА 2024-2025 - 1-й етап | -    | 78'      |
| Усього     |             | Матчів    | 5         |                   | Голів                                | 0    |          |